# Heart of Darkness (videogioco)
Heart of Darkness è un videogioco a piattaforme sviluppato da Amazing Studio, ideato da Éric Chahi e suoi colleghi e pubblicato dalla Interplay per Microsoft Windows (1 disco) e PlayStation (2 dischi) nel 1998.

## Trama
Il videogioco racconta di Andy, un ragazzino un po' vivace dotato di una grande fantasia. Un giorno, punito dal maestro per essersi addormentato in classe, fugge da scuola assieme al suo fedele cagnolino Whiskey. I due passano il pomeriggio al parco aspettando l'imminente eclissi. Al calar delle tenebre però, una mano scheletrica afferra Whiskey e lo trascina con sé nell'oscurità. Andy, spaventato ma determinato a riprendere il suo amato cane, corre verso la sua capanna/base sull'albero e, a bordo di un veicolo da lui costruito, parte per l'avventura.
Durante il gioco (che inizia in questo punto, al termine del filmato introduttivo) Andy scoprirà che il suo cane è stato rapito dalle creature d'ombra che abitano le Darklands, le terre oscure, che circondano il Cuore delle Tenebre, dove dimora il Master of Darkness, padrone dell'oscurità. Il giovane protagonista si allea con Amigo e la sua gente, e deve affrontare le forze oscure, annientandole con il suo fucile laser, fino a sfidare il malvagio signore delle tenebre.
Alla fine del gioco, Andy si ritroverà nella sua casa sull'albero e si rende conto di avere immaginato tutto. O almeno così crede, dato che, nel frattempo, Amigo sta riparando il suo veicolo.

## Modalità di gioco
Tipico platform due dimensioni, con ritocchi in 3D che fanno apparire la scena in rilievo, il gioco è semplice ma ben costruito, ricco di "sparatorie" a colpi di laser, fughe e tranelli da evitare, con filmati d'inizio livello.
Per combattere, all'inizio Andy userà il suo cannone al plasma, ma poi un mostro delle tenebre divorerà quest'ultimo. Col progredire del gioco, un meteorite donerà al personaggio dei poteri per sconfiggere i nemici e rimuovere alcuni ostacoli.

## Storia
Heart of Darkness fu il primo titolo della francese Amazing Studio, fondata nel 1992 da ex dipendenti della Delphine Software: Éric Chahi, reduce del grande successo di Another World, e Frédéric Savoir e Fabrice Visserot, programmatori che si erano fatti notare con Flashback. Si crearono grandi aspettative su Heart of Darkness, ma lo sviluppo soffrì di forti ritardi. Un trailer apparve solo nel 1995 al Consumer Electronics Show e venne molto apprezzato, ma le ambizioni dello sviluppo erano eccessive e il ritardo continuò fino all'uscita avvenuta nel 1998, quando la struttura bidimensionale del gioco sembrava ormai datata. Le vendite furono buone, oltre un milione e mezzo di copie, ma non abbastanza in rapporto al lunghissimo sviluppo, e la Amazing Studio andò in bancarotta dopo un solo titolo pubblicato.